# Alex & Emma
Alex & Emma è un film del 2003 diretto da Rob Reiner e interpretato da Luke Wilson, Kate Hudson e Sophie Marceau.
Ispirato alla vicenda dello scrittore Fedor Michajlovic Dostoevskij che, durante la gestazione del romanzo Il giocatore, costretto a concludere in soli trenta giorni per poter liquidare i propri debiti, si innamorò della giovane dattilografa a cui lo stava dettando. Il film è inoltre ispirato alla pellicola, con Audrey Hepburn e William Holden, Insieme a Parigi del 1964.

## Trama
Alex è uno scrittore pieno di debiti. Deve scrivere un romanzo entro un mese per avere il denaro con cui saldarli, e finalmente vivere con un minimo di tranquillità economica. Ma ha troppo poco tempo per portare a termine il libro, così, con uno stratagemma, contatta la stenografa Emma e la ingaggia per aiutarlo nell'impresa. Poco alla volta, immaginando la storia che prende forma, tra i due si instaura un rapporto che va oltre quello professionale.